# Оксфордшир
Оксфордши́р (англ. Oxfordshire, МФА /ˈɒksfərdʃər/ або /ˈɒksfərdʃɪər/) — церемоніальне неметропольне графство на півдні Англії.
Столиця й найбільше місто — Оксфорд.
Населення — 620 тис. чоловік (18-е місце серед неметропольних графств; дані 2004 рік).